# Николаевка (Братский район)
Николаевка (укр. Миколаївка) — село в Братском районе Николаевской области Украины.
Основано в 1782 году. Население по переписи 2001 года составляло 497 человек. Почтовый индекс — 55460. Телефонный код — 5131. Занимает площадь 1,03 км².

## Местный совет
55460, Николаевская обл., Братский р-н, с. Николаевка, ул. Гамазина, 1